# Chó Poi Hawaii
Chó Poi Hawaii (tiếng Hawaii: ʻīlio hay ʻīlio mākuʻe) là một giống chó đã tuyệt chủng, một giống chó hoang từ Hawaii được người Hawaii bản địa sử dụng làm vật bảo vệ tinh thần cho trẻ em và đồng thời cũng là nguồn thức ăn.

## Mô tả
Không có tác phẩm nghệ thuật hoặc ảnh chụp còn sót lại trong lịch sử Hawaii được xác thực là chó Poi. Thường thì các nghệ sĩ phương Tây đã truyền tải các đặc điểm Âu-Mỹ trong các mô tả về giống chó này được công bố trong thế kỷ 18 của những con chó Polynesia và vào thế kỷ 19, những chú chó được mô tả là thực tế là giống ngoại quốc. Việc thiếu các chi tiết đã khiến các nhà sử học đoán những gì có thể là những mô tả thực tế về giống chó này dựa trên các đặc tính về thân hình của chúng.
Các nhà văn Katharine Luomala và Margaret Titcomb đều đã đồng ý một bản vẽ chưa hoàn thành, đề thời gian khoảng năm 1816-17, bởi nghệ sĩ người Pháp Louis Choris, trong một phần của cuộc thám hiểm của Otto von Kotzebue, có thể miêu tả một trong những con chó ở trung tâm có thể giống với giống chó hiện đã tuyệt chủng. Luomala cũng yêu cầu nghệ sĩ người Pháp Barthélémy Lauvergne có thể bắt được một chú chó với những đặc điểm tương tự trong bản vẽ màu của ông về Cảng Honolulu năm 1836.
Tranh khắc đá cổ của Hawaii cũng mô tả sơ sài sự hiện diện của những con chó. Chó Poi Hawaii thường được miêu tả với cái đuôi cong và tai nhọn đặc trưng của chúng.

## Sách trích dẫn
- Luomala, Katharine (tháng 7 năm 1960). “A History of the Binomial Classification of the Polynesian Native Dog” (PDF). Pacific Science. Honolulu: Pacific Science Association. 14 (13): 193–223. OCLC 78130351.
- Luomala, Katharine (tháng 4 năm 1962). “Additional Eighteenth-Century Sketches of the Polynesian Native Dog, Including the Maori” (PDF). Pacific Science. Honolulu: Pacific Science Association. 16 (2): 170–180. OCLC 16324444.
- Titcomb, Margaret; Pukui, Mary Kawena (1969). Dog and Man in the Ancient Pacific, with Special Attention to Hawaii. 59. Honolulu: Bernice P. Bishop Museum Special Publications. OCLC 925631874.